# Josef Ostermayer
Josef Ostermayer, né le 12 mars 1961 à Schattendorf, est un homme politique autrichien membre du Parti social-démocrate d'Autriche (SPÖ). Il est ministre fédéral de la Culture du 15 décembre 2013 au 17 mai 2016.

## Biographie

### Formation et vie professionnelle
Il étudie le droit et la sociologie à l'université de Vienne entre 1979 et 1985, après quoi il accomplit un service civil d'un an. Il commence à travailler comme juriste en 1988. Six ans plus tard, il est recruté par le fonds de renouvellement urbain de Vienne, puis travaille au sein du département du Logement, des Travaux publics et du Renouvellement urbain.

### Parcours politique
Il est choisi en 2007 par le ministre fédéral des Transports Werner Faymann comme directeur de cabinet. Élu député fédéral au Conseil national en 2008, il ne prend pas possession de son mandat puisqu'il est nommé secrétaire d'État, chargé de la Coordination gouvernementale auprès du nouveau chancelier fédéral, Werner Faymann.
Le 15 septembre 2013, il devient ministre fédéral des Arts, de la Culture, des Médias et de l'Administration publique au sein de la chancellerie, lors de la formation du gouvernement Faymann II. En conséquence, il renonce à siéger au Conseil national.